# باشگاه فوتبال بری
باشگاه فوتبال بری یک باشگاه حرفه‌ای فوتبال در شهر بری واقع در منچستر بزرگ است. این تیم در لیگ دو فوتبال انگلستان حضور داشته و بازی‌های خانگی آن از سال ۱۸۹۷ در ورزشگاه گیگ لین انجام می‌گیرد.

## افتخارات
قهرمانی جام حذفی فوتبال انگلستان در سال‌های ۱۹۰۰ و ۱۹۰۳